# 小斑柄竺鯛
小斑柄竺鯛（學名：Vincentia conspersa），為輻鰭魚綱鈎頭魚目天竺鯛科柄竺鲷屬下的一個種，分布於東印度洋澳洲南部海域，為特有種，深度0至67公尺，本魚體延長，長橢圓形，體稍側扁，頭大、眼大、口大且斜裂，頜齒細小，鋤骨和腭骨通常具齒，舌上無齒，體被弱櫛鱗，體色紅色至棕色，頭部和身體上散佈著深棕色或黑色的小斑點，頭部上面呈紫色，鰭基部呈粉紅色，尖端呈紫色，背鰭2個，尾鰭略凹，體長可達10公分，棲息珊瑚礁區，夜間活動，屬肉食性，繁殖期時，雄魚具有口孵習性，卵約7日化成仔魚，由雄魚吐出，具短暫的仔魚飄浮期，生活習性不明。